# Rudobrad
Rudobrad (lat. Dichanthium),  biljni rod iz porodice trava. Pripada mu 22 vrste u tropskom Starom svijetu. 
Jedina vrsta u Hrvatskoj koja je uključivana u ovaj rod je tupi rudobrad, Bothriochloa ischoemum (L.) Keng (sin. D. ischaemum).

## Vrste
1. Dichanthium acutiusculum (Hack.) A.Camus
2. Dichanthium annulatum (Forssk.) Stapf
3. Dichanthium annuum B.K.Simon
4. Dichanthium aristatum (Poir.) C.E.Hubb.
5. Dichanthium armatum (Hook.f.) Blatt. & McCann
6. Dichanthium caricosum (L.) A.Camus
7. Dichanthium concanensis (Hook.f.) S.K.Jain & Deshp.
8. Dichanthium erectum Ohwi
9. Dichanthium fecundum S.T.Blake
10. Dichanthium foulkesii (Hook.f.) S.K.Jain & Deshp.
11. Dichanthium mccannii Blatt.
12. Dichanthium micranthum Cope
13. Dichanthium mucronulatum Jansen
14. Dichanthium oliganthum (Hochst. ex Steud.) Cope
15. Dichanthium pallidum (Hook.f.) Stapf ex C.E.C.Fisch.
16. Dichanthium panchganiense Blatt. & McCann
17. Dichanthium paranjpyeanum (Bhide) Clayton
18. Dichanthium queenslandicum B.K.Simon
19. Dichanthium sericeum (R.Br.) A.Camus
20. Dichanthium setosum S.T.Blake
21. Dichanthium tenue (R.Br.) A.Camus
22. Dichanthium tuberculatum (Hack.) Cope